# ノエル・レディング
ノエル・レディング（Noel Redding、1945年12月25日 - 2003年5月11日）は、イングランドのロック・ミュージシャン。本来はギタリストであるが、ジミ・ヘンドリックス・エクスペリエンスのベーシストとして最も有名である。

## 略歴
生い立ち
1945年のクリスマスにケント州フォークストーンに生まれる。三人兄妹の次男であり、兄のAnthony Reddingと 、妹のVicki Reddingがいる。スウェーデン人のクォーターであり、幼少期は母親のMargaret Reddingと、スウェーデン人の祖母のNellie Berggrenの元で過ごす。なお、父親に関しては自伝で「物心つく前に両親は離婚していて、僕は父親というものを知らなかった。」と述べている。
9歳の時に学校でヴァイオリン、12歳頃にマンドリン、14歳で初めてギターを演奏した。初めて聴衆の前で演奏したのはハーヴェイ・グラマー・スクールのハイス・ユース・クラブだった。
17歳でプロのミュージシャンとなり、ニール・ランドン・アンド・ザ・バーネッツのメンバーとしてスコットランドとドイツをツアーして回った。
1966年末にアニマルズのギタリストのオーディションに出かけたが、もうすでにギタリストが決まっていたため採用されず、ヘンドリックスのマネージャーで以前アニマルズのベーシストだったチャス・チャンドラーによってエクスペリエンスのベーシストに採用された。彼はそれまでベースの演奏経験がなかったものの、エクスペリエンスのデビュー曲「ヘイ・ジョー」を即興で行ったセッションで、チャンドラーとヘンドリックスに腕を見込まれた。彼は「オーディションに出かけた初日に生まれて初めてベースを弾かされ、経費をもらって次の日にもう一度オーディションに出向いた際、前日に弾いた曲のコード進行を覚えていたのでジミに驚かれた」と語っている。
エクスペリエンスは世界的な人気バンドになったが、レディングは並行して独自の活動を開始。1968年にはニール・ランドン、ジム・レヴァートン、エリック・ディルトンらと共にファット・マットレスを結成して、ギターを担当した。
1969年にエクスペリエンスを脱退。彼は脱退後もヘンドリックスとは友人関係を保ったという説と、二人はエクスペリエンス時代から音楽的にも人間的にも衝突していたという説がある。
ファット・マットレスはエクスペリエンスほどの成功を得られず、レディングはデビュー・アルバム『ファット・マットレスへの期待』（1969年）発表の後に脱退した。その後はアイルランドへ拠点を移して独自の音楽活動を行ない、シン・リジィやトラフィック、フィッシュとも共演した。
1994年にはマウンテンのレスリー・ウェスト（ギター、ヴォーカル）とコーキー・レイング（ドラムス）に招かれて新曲2曲のレコーディングに参加し、トリオでライヴ活動を行なった。1999年にはレイング、エリック・シェンクマン（ギター）とコーク名義のアルバム"Speed Of Thought"を発表した。
1990年に、口述筆記でCarol Appleby共著の自伝『ジミ・ヘンドリックス - リアル・エクスペリエンス (Are You Experienced?)』を出版。ヘンドリックスの人間性やバンドの内情、音楽業界への失望なども赤裸々に綴った。この自伝によると、彼は1974年にヘンドリックスの遺産管理団体に「エクスペリエンス時代の素材は今後リリースしないから」とロイヤルティーを放棄する契約にサインするように迫られ、ロイヤルティーの買い切りとして10万ドルを受け取った。その結果、後には当時使用していたベースも売却せざるを得なくなったという。これはヘンドリックスの発掘音源などがCDやDVDで頻繁に発売された時代よりも前のことである。
2003年にアイルランドの自宅で死去。享年57歳。死の直前までヘンドリックスの遺産管理団体に対する訴訟を準備していた。

## ディスコグラフィ

### アルバム
ジミ・ヘンドリックス・エクスペリエンス
- 『アー・ユー・エクスペリエンスト?』 - Are You Experienced (1967年)
- 『アクシス:ボールド・アズ・ラヴ』 - Axis: Bold as Love (1967年)
- 『エレクトリック・レディランド』 - Electric Ladyland (1968年)
- 『ジ・エクスペリエンス・セッション』 - The Experience Sessions (2003年) ※ソロ名義で発売された未発表曲集

ファット・マットレス
- 『ファット・マットレスへの期待（英語版）』 - Fat Mattress (1969年)
- Fat Mattress II (1970年)
- The Black Sheep of the Family: The Anthology (2000年) ※編集アルバム
- Magic Forest: The Anthology (2006年) ※編集アルバム

ロード・サッチ・アンド・ヘヴィ・フレンズ
- 『ロード・サッチ・アンド・ヘヴィ・フレンズ』 - Lord Sutch and Heavy Friends (1970年)
- 『ハンズ・オブ・ジャック・ザ・リッパー』 - Hands Of Jack The Ripper (1971年)

ロード
- Road (1972年)

ランディ・カリフォルニア
- Kapt. Kopter and the (Fabulous) Twirly Birds (1972年) ※3曲に参加

ノエル・レディング・バンド (別名クローナキルティ・カウボーイズ)
- Clonakilty Cowboys (1975年)
- Blowin' (1976年)
- The Missing Album (1995年)

マウンテン
- Over The Top (1995年) ※編集アルバムに収録された新曲2曲に参加

コーク
- Speed Of Thought（1999年）[6]

British Invasion All-Stars
- British Invasion All-Stars (2001年)

3:05 AM and Keith Dion
- West Cork Tuning (2001年)
- West Coast Experience (2002年)
- Stone Free (2003年)
- On Tour with 3:05 AM (2003年)
- West Cork Tuning Deluxe Edition (2003年)

ノエル・レディング・アンド・フレンズ
- Live From Bunkr  ·  Prague (2002年)[7][8]
- Thank You, Goodnight and Gud' Luck (2009年)

Yardbirds Experience
- Family Tree: Birds of a Feather (2006年)

## 著書
- Redding, Noel; Appleby, Carol (1990). Are You Experienced?: The Inside Story of the Jimi Hendrix Experience. Fourth Estate. ISBN 978-1872180366
  - ノエル・レディング『ジミ・ヘンドリックス: リアル・エクスペリエンス』高見展（訳）、宝島社、1993年8月。ISBN 978-4796606967。